# 国民革命军荣誉第二师
国民革命军荣誉第二师，是杜聿明的国民革命军第五集团军组建的一个师。

## 历史
1943年春，第五集团军总司令杜聿明在四川叙永组建荣誉第二师，师长戴坚，副师长刘声鹤上校、副师长兼政治部主任饶第锽上校（黄埔七期参谋政治班），辖：
- 第4团 团长陈纵才上校
- 第5团 团长林树英上校、张绪滋上校、彭恒上校
- 第6团 团长王有智上校
- 炮兵团
- 运输团
- 战车营
- 工兵营
- 通信营

1945年8月，转隶周福成的第53军，赴海防受降。1946年4月19日奉命在海防集中待命，准备驻日占领任务。1946年4月底荣誉二师整编为第67师，14500人，完全执行美军轻步兵师编制。5月底师长戴坚與先遣队军官抵達日本進行占领準備，但7月時取消占领。1946年8月，乘船至上海集结，奉命进攻苏中解放区，隶属第一绥靖区整编第65师和整编第69师指挥。在苏中战役被歼伤亡四千余人。
1947年3月改隶属整编第83师（李天霞）为整编第44旅（原整44旅隶属于马励武的整26师，在1947年1月鲁南战役于峄县被歼，旅长蒋志仁阵亡），戴坚改任国防部新兵训练处处长。
- 旅长刘声鹤
- 参谋长毛锻吾上校
- 政工室主任谭冀平上校
- 第130团 团长卢庆贵上校
- 第131团 团长彭恒上校
- 第132团 团长赵直上校。

1948年9月，整编第44旅改称第44师，随第100军转隶邱清泉的整编第五军。1948年10月第100军改隶李延年的第九绥靖区。
1948年11月2日，第44师随第100军军部从高圩沟开往东海。经三天行军，越过阿湖、城头等地进至海州仅一天多行程，11月5日由于放弃海州而突然受命折回西返。改隶黄百韬的第七兵团，在撤向徐州西渡大运河时担任兵团的后卫。1944年11月8日夜，华野四纵十师三十团一个营在八杨村追上了担任后卫任务的第44师第130团，解放军向八杨村发动猛攻，激战至9日下午；师长刘声鹤亲自指挥调第132团一个营和炮兵增援，并大量使用燃烧弹消灭解放军。1944年11月9日下午16时，第44师渡运河时，第25军工兵匆忙炸掉运河大桥，导致第44师第131、第132团2700余人滞留在运河东岸无法渡河。11月9日入夜，华野八纵二十三师六十九团一个营赶到运河边，在大榆树村仅用1个小时歼灭守军1个营，随后向运河铁桥进攻，但久攻不克。11月10日拂晓，华野八纵主力赶到，激战至上午9时全歼该部，夺取运河铁桥。11月10日下午刘声鹤率领第44师直属队和不足一个团的余部，得到兵团司令官黄百韬与第100军军长周志道同意，径直撤往徐州到达曹八集，被穿插到位的华野七纵堵住，第44师余部被迫退守曹八集。11月10日夜，华野十三纵第38师第114团开始猛攻曹八集未果。11月11日拂晓，华野十三纵主力陆续抵达，当日下午对曹八集发起总攻。当日傍晚突入曹八集村内，全歼第44师残部约3000人，师长刘声鹤自戕。第44师是淮海战役中第一阶段最早被歼灭的一个师。